# المرأة وأناقتها
النساء وأناقتهن (بالإنجليزية: Of Women and Their Elegance)‏ كتاب يتحدث عن مذكرات مارلين مونرو الخيالية، من تأليف نورمان ميلر، تم نشره في عام 1980، بعد ثمانية عشر عامًا من وفاة مونرو. ويعتبر هذا الكتاب الثاني الذي نشره عنها ميلر. والكتاب الأول هو مارلين: سيرة ذاتية عام 1973.
يستخدم الكتاب صورًا التقطها المصور ميلتون إتش غريني، بالإضافة إلى المقابلات الحقيقية التي قامت بها مارلين والأحداث الخيالية التي يخترعها نورمان. وتتمحور غالبية الكتاب حول محادثات وتفاعلات مونرو مع غرين وأرثر ميللر، زوجها الثالث، ولا توجد تفاعلات بين ميلر ومونرو في الكتاب.
هدف الكتاب، المكتوب بالكامل بضمير المتكلم (طريقه سرد تستخدم فيها الفاض مثل أنا أو نحن)، هو التعبير عن أعمق أفكار مونرو.
وتجدر الإشارة إلى أنه لم يلتق ميلر أبدًا بمونرو في الحياة الواقعية. هنالك أيضًا صور من قبل غرين لمشاهير آخرين مثل أودري هيبورن وجودي غارلاند وأفا غاردنر وجين فوندا.

## ردة فعل
توقع ميلر الانتقادات لكتابته مذكرات خيالية حول مارلين مونرو، لذلك في 10 نوفمبر 1980، كتب مقالًا في مجلة نيويورك يدافع فيه عن المرأة وأناقتها . وكتب: «قبل الشريط الأدبي: حيث يقدم المؤلف كتابه الجديد لمارلين مونرو للمحاكمة - قبل أن يفعل النقاد». كتب مقاله كما لو كانت نسخة من قاعة محكمة تدافع عن عمله. وفي نهاية مقاله، قالت المحكمة، «سأقول أنني قرأت الكتاب وأعتبره عملًا جادًا بما يكفي لإعطاء السيد ميللر فرصة عادلة لتجنب اللوم الصريح». ولفد ذكر ميلر أنه كان يعلم أنه سينال على ردة فعل عنيفة بسبب إجراء مقابلات وقصص خيالية كما لو أنها كانت حقيقية ولكنه يريد من القراء عدم تجاهل كتابه قبل قراءته.